# Ritual Piojoso
Ritual Piojoso es el tercer álbum en vivo del grupo musical de Argentina Los Piojos. Fue grabado en el espectáculo de despedida de la banda del día 30 de mayo de 2009 en el Estadio Monumental ante la presencia de alrededor de más de 65.000 personas, sin embargo, fue publicado 15 años después, en 2024. El disco cuenta con las 24 canciones que fueron interpretadas aquella noche.

## Historia
En el año 2008 se produjo la salida del guitarrista y miembro fundador, Daniel "Piti" Fernández, para concretar su proyecto personal La Franela. Se rumorea que había diferencias con Ciro Martínez por el hecho de que había muchas canciones de su autoría que no pudieron entrar en los últimos discos de la banda, además de que, como Micky (bajista de la banda) cantó en la canción "Fíjate", Piti quiso poner su voz en algunas canciones como por ejemplo en "Bicho de ciudad" (canción que también es de su autoría). Sin embargo, Ciro, como algunos productores, no dejaron que eso sucediera, desembocando en un desgaste que culminaría alejándolo de la banda.
Durante 2009 ya había rumores de que algo no marchaba bien entre los músicos, diferencias que se verían durante el Quilmes Rock de ese año arriba del escenario. Los Piojos, en su página web, anuncian un "parate por tiempo indefinido", aunque para la prensa y gran parte de la gente, de antemano este sería El último ritual. El espectáculo estaba previsto para el 14 de mayo en el Club Ciudad de Buenos Aires agotó su capacidad rápidamente y el espectáculo se mudó al Estadio de River Plate.
La noticia tuvo tal trascendencia que salió en noticieros y diarios de toda la Argentina. El 30 de mayo de 2009, el Estadio de River Plate estuvo repleto, con alrededor de 65.000 personas. El recital se alargó hasta que Ciro Martínez, el líder de la banda dijo: "Tenemos que terminar por quejas de la municipalidad". "Muevelo" fue el último tema que tocaron.
El 23 de mayo de 2024, mediante una nueva página oficial de Instagram, se confirmó la publicación de este último show en Spotify. El nombre completo del ábum acabaría siendo Ritual Piojoso (En Vivo en River Plate).
El 8 de julio del mismo año y a través de una cuenta oficial en YouTube, se lanzó el video oficial de la canción Pacifico, interpretada en ese último recital con material inédito del mismo y a modo de celebración por el día del piojoso que se celebra todos los 8/7.

## Lista de canciones
1. «Te Diría»
2. «Babilonia»
3. «Labios de Seda»
4. «Ando Ganas (Llora Llora)»
5. «Manise»
6. «Esquina Libertad»
7. «Todo Pasa»
8. «Luz de Marfil»
9. «Fijate» (interpretada por Miguel Ángel Rodríguez)
10. «Sudestada» (interpretada por Gustavo Kupinski)
11. «Difícil»
12. «Manjar»
13. «Canción de Cuna»
14. «Verano del 92»
15. «Desde Lejos No Se Ve»
16. «Cruel»
17. «Pacífico»
18. «El Balneario de los Doctores Crotos»
19. «Buenos Días Palomar»
20. «Ruleta»
21. «El Viejo»
22. «Los Mocosos»
23. «Muévelo»
24. «Finale»

## Repercusiones
El anuncio de la publicación de la banda generó un alto revuelo en los fanáticos de la banda que, en los recitales que brindan los exmiembros, han clamado por su vuelta. Se levantaron pasacalles (la banda siempre tuvo maneras peculiares de anunciar discos) dando entender una posible junta, se han visto como indicios que la página de Instagram sea reconocida por distintos exmiembros e incluso se corría la voz de recitales en diciembre del mismo año, en el mismo estadio que los vio separarse, el Estadio Monumental. Sin embargo, ninguno de ellos ha salido a desmentir pero tampoco a confirmar nada. Andrés Ciro dio una nota para el programa Libero de TyC Sports y dio a entender que no se daría la tan ansiada vuelta pero, a diferencia de otras ocasiones, no cerró la puerta en su totalidad.
Entre otras repercusiones en el público, se formaron banderazos, siendo el del obelisco el de mayor convocatoria. El canal de streaming OLGA, de Miguel Granados, anunció el "Día Piojoso", en referencia al "Dia del piojoso", que ya era una fecha en la que los fanáticos de la banda anualmente hacían juntadas. Por ejemplo, en estos últimos años la banda con miembros de Los Piojos "Ritual 87", comenzó a tocar en conmemoración al Día del Piojoso. OLGA también homenajearía a la banda en esa fecha, con lugar a confirmar, y hubo gente que se animó a deslizar que se esperaba que alguno de los exmiembros se haría presente.[cita requerida]